# Ácido micofenólico
El ácido micofenólico o micofenolato es un medicamento inmunosupresor derivado del Penicillium stoloniferum, y especies relacionadas. Bloquea la síntesis de novo de los nucleótidos de purina mediante la inhibición de la enzima inosina monofosfato deshidrogenasa. En la práctica médica las sustancias que se administran son micofenolato de sodio o micofenolato mofetilo (profármaco), las cuales liberan ácido micofenólico que es la sustancia activa.

## Mecanismo de acción
Tiene acciones selectivos sobre el sistema inmune. Previene la proliferación de células T, linfocitos y la formación de anticuerpos por las células B. Puede también inhibir el reclutamiento de leucocitos a los sitios de inflamación.

## Indicaciones
Se emplea para la prevención del rechazo en pacientes que han sido sometidos a un trasplante de riñón, trasplante de hígado, trasplante de corazón o trasplante de pulmón.

## Efectos adversos
Recientemente se ha asociado a riesgo de malformaciones congénitas y abortos espontáneos.